# Vilhelm Carl Tuxen
Vilhelm Carl Tuxen (19. januar 1901 – 15. september 1991) var en dansk ansat ved Flåden, der deltog i sænkningen af flåden på Holmen 29. august 1943.
Tuxen, der i august 1943 var undermaskinmester af 1. grad ved Undervandsbådsdivisionen, var ansvarlig for sænkningen af Flydedok nr. 2 og undervandsbåden Havfruen. Han indtalte i januar 1984 sine oplevelser ved flådens sænkning på et bånd, der senere blev overdraget Orlogsmuseet af Tuxens søn.
Som de øvrige militærfolk blev Tuxen interneret. Efter endt internering forblev Tuxen og hans familie i Nyboder, hvor Tuxen fandt civilt arbejde. Efter krigen kom Vilhelm Carl Tuxen tilbage til Søværnet, hvor han blev indtil han i 1963 gik på pension som maskinkommandørkaptajn. Han blev i 1960 udnævnt til Ridder af Dannebrog af 1. grad.